# Székkutas
Székkutas är en ort i Ungern.   Den ligger i provinsen Csongrád-Csanád, i den centrala delen av landet, 160 km sydost om huvudstaden Budapest. Antalet invånare är 2 586.